# Durmitor
Durmitor är ett berg i Montenegro. Det ligger i den norra delen av landet, 80 km norr om huvudstaden Podgorica. Toppen på Durmitor är 2 522 meter över havet. Arean är 350 kvadratkilometer.
Terrängen runt Durmitor är huvudsakligen kuperad, men norrut är den bergig. Durmitor är den högsta punkten i trakten. Runt Durmitor är det ganska glesbefolkat, med 48 invånare per kvadratkilometer. Närmaste större samhälle är Žabljak, 7,8 km öster om Durmitor. Trakten runt Durmitor består till största delen av jordbruksmark.

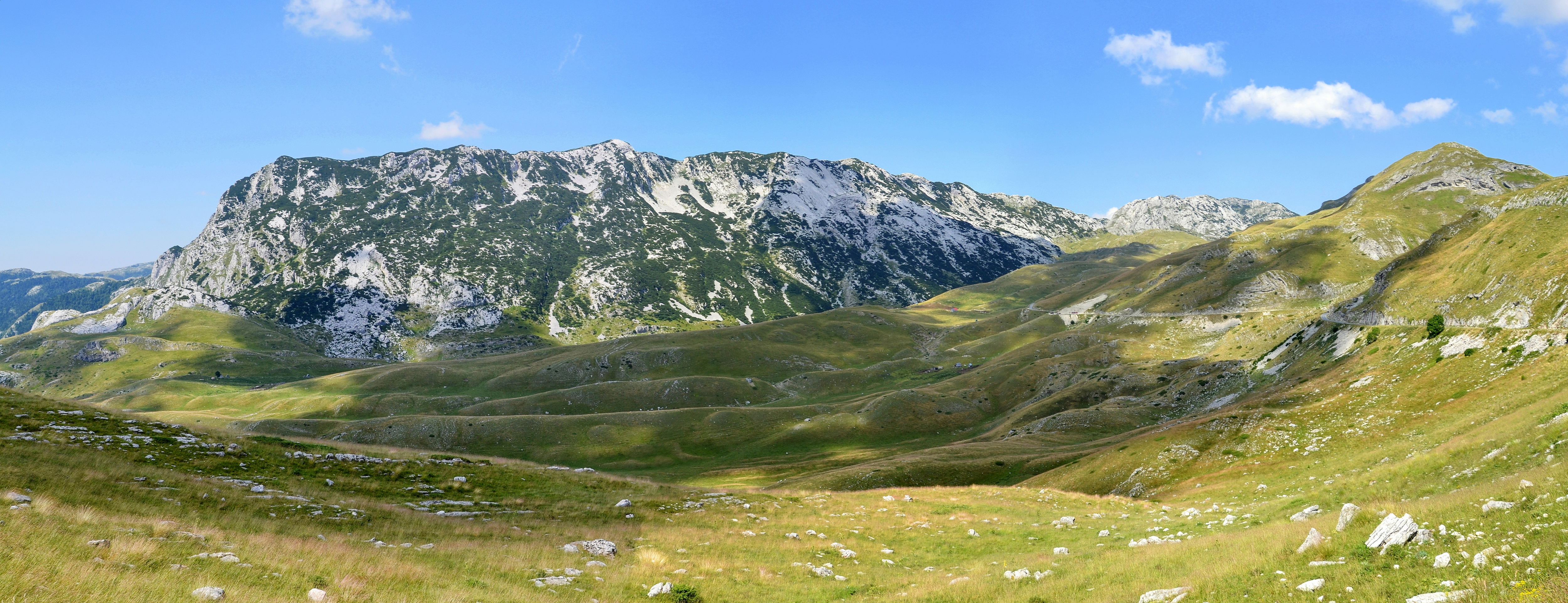
Durmitor-bergen i Montenegro, sedda från Sedlo